# Carl Hiaasen
Carl Hiaasen, né le 12 mars 1953 à Fort Lauderdale, en Floride, est un journaliste et romancier américain. Il écrit aussi bien pour les adultes que des ouvrages de littérature d'enfance et de jeunesse. Deux de ses romans ont été adaptés au cinéma sous les titres Striptease, réalisé par Andrew Bergman en 1996, et Hoot, réalisé par Wil Shriner (en) en 2006. Un troisième a été adapté en série télévisée en 2024 sous le titre Bad Monkey, développée et produite par Bill Lawrence.

## Biographie

### Études et carrière journalistique
Né et élevé à Plantation, en Floride (près de Fort Lauderdale), il est d'origine norvégienne et l'aîné d'une famille de quatre enfants. Son père, Kermit Odel, est avocat et sa mère, professeur. Il épouse Constance Lyford à la fin de ses études secondaires et entre à l'Université Emory à Atlanta en 1970. À cette occasion, il écrit de nombreuses pièces satiriques pour le journal de l'école, The Emory Wheel.
En 1972, il poursuit ses études à l'Université de Floride, et écrit pour The Independent Florida Alligator. Il obtient son diplôme de journalisme en 1974. Carl et Connie divorcent en 1996. Carl Hiaasen se remarie avec Fenia Clizer en 1999. Il a un fils de chacun de ses deux mariages.
De 1974 à 1976, il devient reporter pour Cacao Today, puis est embauché par le Miami Herald en 1976, à l'âge de vingt-trois ans. Il travaille toujours pour ce journal.
En 1979, il passe au journalisme d'investigation, se focalisant sur les sujets liés au développement immobilier et à l'industrie de la construction. Il dénonce la détérioration de la beauté naturelle de la Floride pour des raisons lucratives. Plusieurs de ses romans ont des intrigues autour de ce thème.
Il commence à écrire une chronique régulière en 1985, au rythme de trois fois par semaine, mais, à la suite du succès de ses romans, sa participation devient hebdomadaire. Il a obtenu plusieurs prix de journalisme.

### Carrière de romancier
Peu de temps après être devenu un journaliste d'investigation, Hiassen se met à écrire des romans. Ses trois premiers titres sont écrits en collaboration avec le journaliste Bill Montalbano : Powder Burn (1981), Trap Line (1981) et A Death in China (1986).
Lorsque Montalbano accepte un emploi en tant que correspondant étranger en 1986, Carl Hiaasen écrit seul L'Arme du crocodile (Tourist Season). Ses thèmes de prédilections et son style particulier se retrouvent déjà dans ce roman.
Les romans de Carl Hiaasen reflètent ses préoccupations de journaliste en Floride et sont étiquetés comme des thrillers écologiques, car ils se retrouvent dans le rayon des romans policiers des librairies.
Ses livres sont publiés en 33 langues différentes.

## Son œuvre
Carl Hiaasen défend la Floride, l'écologie et dénonce dans ses romans les promoteurs qui détruisent la beauté de son pays qu'il nous donne à voir sous un autre jour. Ses écrits sont à la fois poétiques et grinçants : son humour ravageur fait dire de lui par le London Observer (en) « America's finest satirical novelist. The blazing conscience of the Sunshine State ».
Le New York Times le compare notamment à Preston Sturges, S. J. Perelman ou encore Woody Allen.
Dans ses romans pour un public adultes, on trouve quelques personnages récurrents, dont un ex-gouverneur de Floride écœuré par les manœuvres politiciennes, devenu ermite et protégé par un attachant policier de la route…
Son roman Strip-tease (Strip Tease, 1993) est adapté au cinéma sous le titre éponyme par Andrew Bergman en 1996, avec Demi Moore.
Carl Hiaasen est également l'auteur de romans pour la jeunesse, dont Chouette (adapté au cinéma), Comme un poison dans l'eau et Panthère (récompensé en 2011 par le Prix du Livre Environnement de la Fondation Veolia Environnement - Mention jeunesse).

## Œuvre

### Romans policiers
- Powder Burn (1981), en collaboration avec William D. Montalbano
- Trap Line (1982), en collaboration avec William D. Montalbano
- A Death In China (1984), en collaboration avec William D. Montalbano
- Tourist Season (1986) Publié en français sous le titre L'Arme du crocodile, traduit par Yves Sarda, Paris, Denoël, 1994, 394 p.  (ISBN 2-207-24200-5) ; réédition, Paris, Éditions J'ai lu, coll. « Roman » no 4439, 1997, 503 p.  (ISBN 2-290-04439-3)
- Double Whammy (1987) Publié en français sous le titre Pêche en eau trouble, traduit par Yves Sarda, Paris, Denoël coll. « Joker », 1998, 432 p.  (ISBN 2-207-24262-5) ; réédition, Paris, Pocket no 10496, 1999, 482 p.  (ISBN 2-266-08592-1) ; réédition, Paris, 10/18, coll. « Domaine étranger » no 3727, 2004, 477 p.  (ISBN 978-2-264-04012-1)
- Skin Tight (1989) Publié en français sous le titre Cousu main, traduit par Yves Sarda, Paris : Albin Michel, 1991, 407 p. (Spécial suspense).  (ISBN 2-226-05253-4) ; réédition, Paris : Librairie générale française, coll. « Le Livre de poche » no 7609, 1993, 533 p.  (ISBN 2-253-06437-8) ; réédition, Paris : Éd. de la Seine, coll. « Succès du livre », 1994, 407 p.  (ISBN 2-7382-0700-6) ; réédition, Paris : Éd. des Deux Terres, coll. « Best-seller », 2012, 720 p.  (ISBN 978-2-84893-118-0)
- Native Tongue (1991) Publié en français sous le titre Miami Park, traduit par Yves Sarda, Paris, Albin Michel, 1994, 410 p.  (ISBN 978-2-226-06636-7) ; réédition, Paris, Éditions J'ai lu, coll. « Roman » no 4806, 1998, 506 p.  (ISBN 2-290-04806-2)
- Strip Tease (1993) Publié en français sous le titre Strip-tease, traduit par Yves Sarda, Paris, Denoël, coll. « Thrillers Denoël », 1996, 435 p.  (ISBN 2-207-24278-1) ; réédition, Paris, Éditions J'ai lu,  coll. « Roman » no 4284, 1999, 509 p.  (ISBN 978-2-290-04284-7)
- Stormy Weather (New York : Alfred A. Knopf, Inc., 1995) Publié en français sous le titre De l'orage dans l'air, traduit par Yves Sarda, Paris, Denoël, coll. « Thriller », 1999, 458 p.  (ISBN 978-2-207-24472-2) ; réédition, Paris, Pocket coll. « Thrillers » no 10534, 2000, 514 p.  (ISBN 2-266-09013-5) ; réédition, Paris, Éditions de la Seine, coll. « Succès du livre », 2001, 458 p.  (ISBN 2-7382-1420-7)
- Lucky You (New York : Alfred A. Knopf, Inc., 1997) Publié en français sous le titre Jackpot, traduit par Yves Sarda, Paris, Denoël, 2000, 478 p.  (ISBN 2-207-24711-2) ; réédition, Paris, Pocket coll. « Thrillers » no 10535, 2001, 539 p.  (ISBN 2-266-09010-0) ; réédition, Paris, 10/18, coll. « Domaine étranger » no 3790, 2005, 539 p.  (ISBN 2-264-04147-1)
- Sick Puppy (2000) Publié en français sous le titre Mal de chien, traduit par Yves Sarda, Paris, Denoël, coll. « Denoël & d'ailleurs », 2001, 517 p.  (ISBN 978-2-207-25160-7) ; réédition, Paris, Pocket no 11507, 2003, 669 p.  (ISBN 978-2-266-11906-1)
- Basket Case (2002) Publié en français sous le titre Fatal song, traduit par Yves Sarda, Paris, Denoël, coll. « Denoël & d'ailleurs », 2003, 446 p.  (ISBN 2-207-25313-9)
- Skinny Dip (2004) Publié en français sous le titre Queue de poisson, traduit par Yves Sarda, Paris, Denoël, coll. « Denoël & d'ailleurs », 2006, 486 p.  (ISBN 978-2-207-25674-9) ; réédition, Paris, 10/18, coll. « Domaine étranger » no 4123, 2008, 535 p.  (ISBN 978-2-264-04587-4) ; réédition, Paris, 10/18, coll. « Domaine policier » no 4123, 2012, 535 p.  (ISBN 978-2-264-04012-1)
- Nature Girl (2006) - Sélection prix Nouvel Obs et BibliObs du roman noir 2009 Publié en français sous le titre Croco-deal, traduit par Yves Sarda, Paris, Denoël, coll. « Denoël & d'ailleurs », 2008, 398 p.  (ISBN 978-2-207-25969-6) ; réédition, Paris, 10/18, coll. « Domaine policier » no 4362, 2010, 448 p.  (ISBN 978-2-264-05186-8)
- Star Island (2010) Publié en français sous le titre Presse-people, traduit par Yves Sarda, Paris, Éditions des Deux Terres, coll. « Best-seller », 2012, 448 p.  (ISBN 978-2-84893-120-3) ; réédition, Paris, 10/18, coll. « Domaine policier » no 4797, 2014, 496 p.  (ISBN 978-2-264-05924-6)
- Bad Monkey (2013) Publié en français sous le titre Mauvais Coucheur, traduit par Yves Sarda, Paris, Éditions des Deux Terres, coll. « Best-seller », 2014, 400 p.  (ISBN 978-2-84893-179-1) ; réédition, Paris, 10/18, coll. « Domaine policier » no 4940, 2015, 480 p.  (ISBN 978-2-264-05925-3)
- Razor Girl (2016)
- Squeeze Me (2020)

### Romans de littérature d'enfance et de jeunesse
- Hoot (2002) - Rebecca Caudill Young Readers' Book Award 2005 Publié en français sous le titre Chouette, traduit pat Yves Sarda. Paris : Gallimard jeunesse, 2003, 302 p.  (ISBN 2-07-055222-5) ; réédition, Paris, Gallimard jeunesse, coll. « Folio junior » no 1356, 2005, 344 p.  (ISBN 2-07-056477-0)
- Flush (2006) Publié en français sous le titre Comme un poison dans l'eau, traduit par Yves Sarda. Paris : Gallimard jeunesse, 2007, 283 p.  (ISBN 978-2-07-057612-8) ; réédition Paris : Gallimard jeunesse, coll. « Folio junior » no 1552, 2010, 360 p.  (ISBN 978-2-07-057718-7)
- Scat (2009) - Prix du Livre Environnement de la Fondation Veolia Environnement Mention jeunesse 2011 - Prix Enfantaisie du meilleur roman 2011 - Prix Science en toutes lettres Académie de Rouen 2013 Publié en français sous le titre Panthère, traduit par Yves Sarda. Paris : Gallimard jeunesse, 2010, 376 p.  (ISBN 978-2-07-062968-8) ; réédition Paris : Gallimard jeunesse, coll. « Folio junior » no 1620, 2012, 442 p.  (ISBN 978-2-07-062969-5)
- Chomp (2012) - Prix Barnes&Noble du meilleur roman jeunesse 2012 Publié en français sous le titre Niak, traduit par Yves Sarda. Paris : Gallimard jeunesse, 2013, 400 p.  (ISBN 978-2-07-065271-6)
- Skink - No Surrender (2014) Publié en français sous le titre Dans la gueule de l'alligator, traduit par Valérie Dayre. Paris : Thierry Magnier, 2015, 200 p.  (ISBN 978-2-36474-723-4)
- Skirm (2018) Publié en français sous le titre Snake Boy, traduit par Valérie Dayre, illustrations Lucile Piketty. Paris : Thierry Magnier, 04/2019, 240 p.  (ISBN 979-10-352-0248-4)

### Pamphlet
- Team Rodent : How Disney Devours the World (1998) Publié en français sous le titre La Souris aux dents longues, traduit par Yves Sarda, Paris, Buchet/Chastel, 2002, 122 p.  (ISBN 978-2-283-01894-1)

### Essais, recueils d'articles
- Kick Ass : Selected Columns of Carl Hiaasen (1999)
- Paradise Screwed : Selected Columns of Carl Hiaasen (2001)
- The Downhill Lie : A Hacker's Return to a Ruinous Sport (2008)
- Fairway to Hell (2008)
- Dance of the Reptiles (2014)

## Filmographie
- 1996 : Striptease, film américain réalisé par Andrew Bergman, avec Demi Moore
- 2006 : Hoot (aussi titré Chouette), film américain de Wil Shriner (en), avec Luke Wilson et Logan Lerman
- 2024 : Bad Monkey, série télévisée américaine développée et produite par Bill Lawrence